# Авенида (станция метро)
«Авени́да» (порт. Avenida — Проспект) — станция Лиссабонского метрополитена. Одна из первых одиннадцати станций метро в Лиссабоне. Находится в центральной части города. Расположена на Синей линии (Линии Чайки) между станциями «Маркеш-ди-Помбал» и «Рестаурадориш». Открыта 29 декабря 1959 года. Название станции связано с расположением вблизи проспекта Свободы (порт. Avenida da Liberdade).

## Описание
Первоначальный вид станции был идентичен одиннадцати другим первым станциям Лиссабонского метрополитена. В отличие от других станций первой очереди, Мария Кейл не стала главным художником, а порекомендовала вместо себя Рожериу Рибейру, который придерживался той же манеры, что и Мария, и так же активно использовал азулежу для декора.
Станция реконструирована в 1974 году, в результате чего были удлинены платформы для приёма шестивагонных составов. 9 ноября 1984 года был открыт южный выход.
С тех пор станция не претерпевала существенных изменений, кроме установки лифтов для людей с ограниченными возможностями.

## Галерея

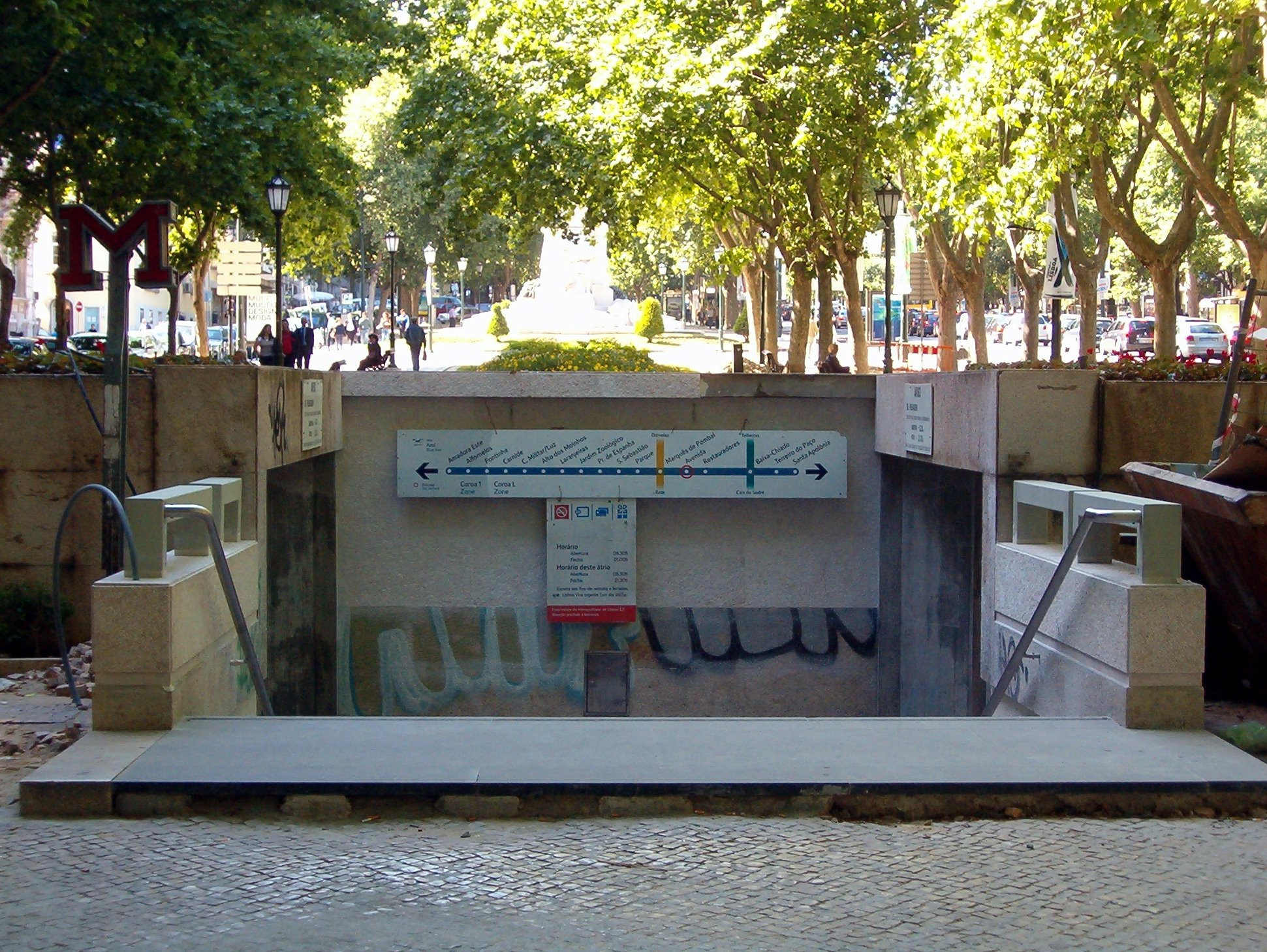
Северный вход на станцию
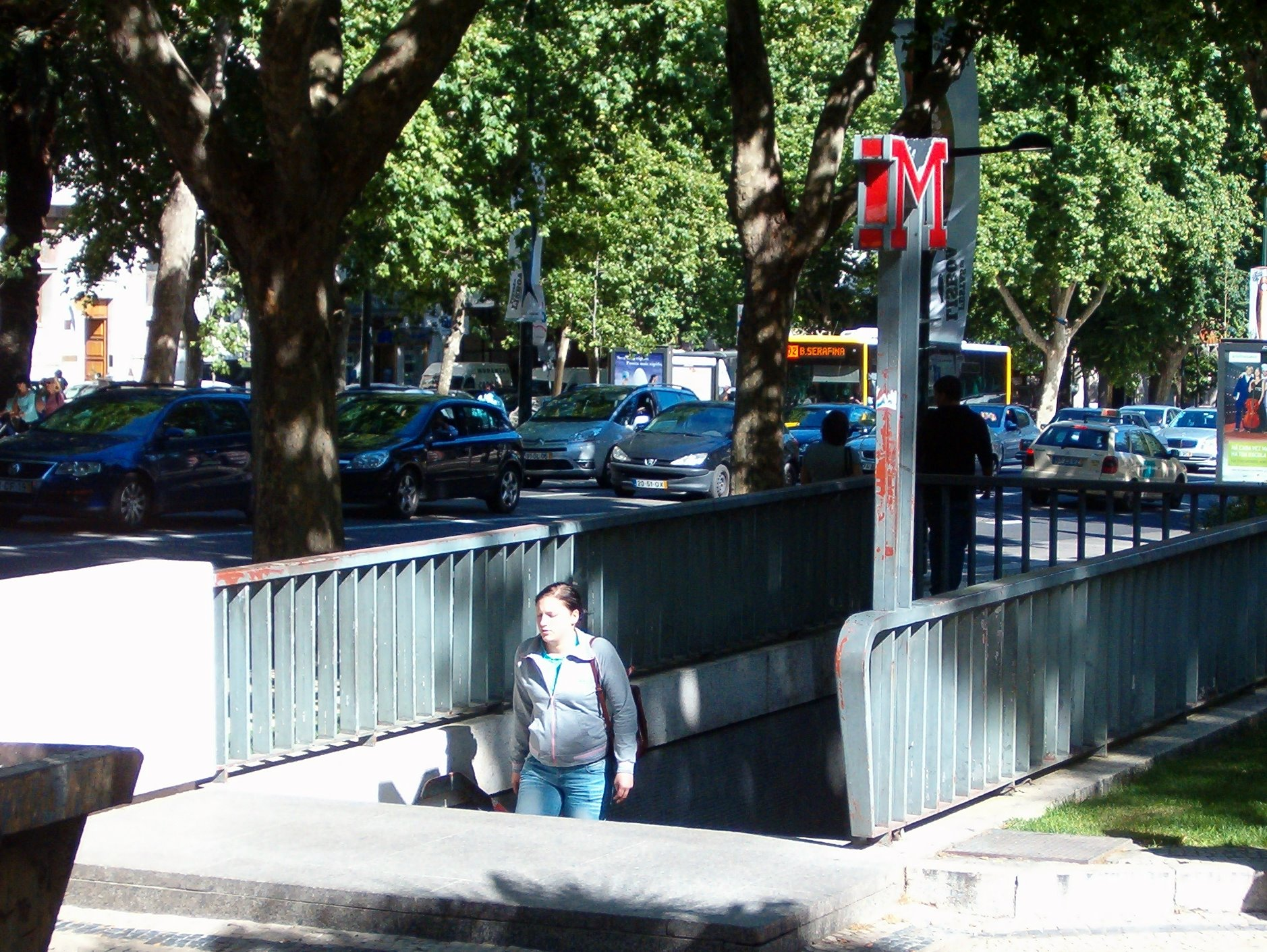
Южный вход на станцию
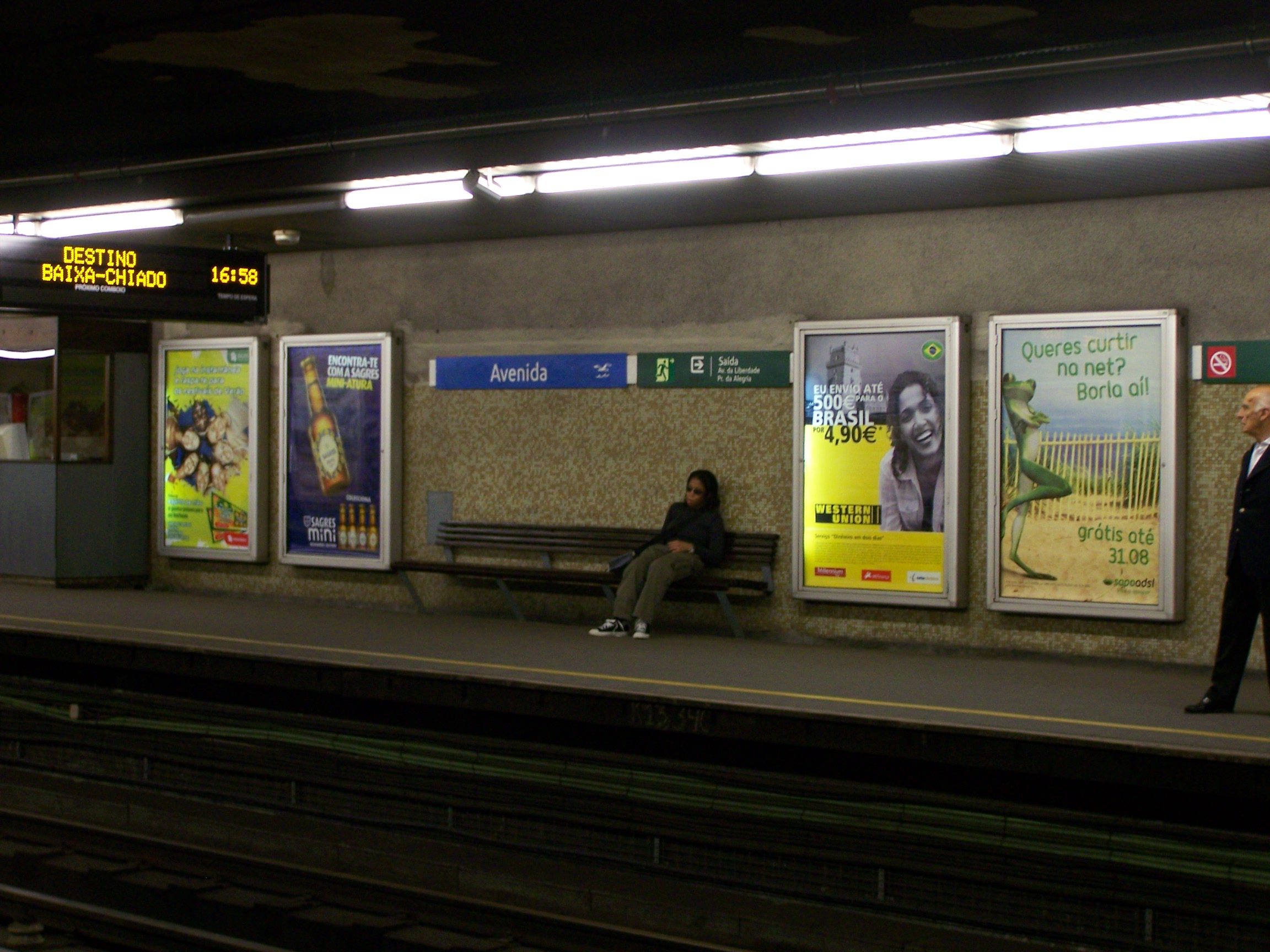
Посадочная платформа
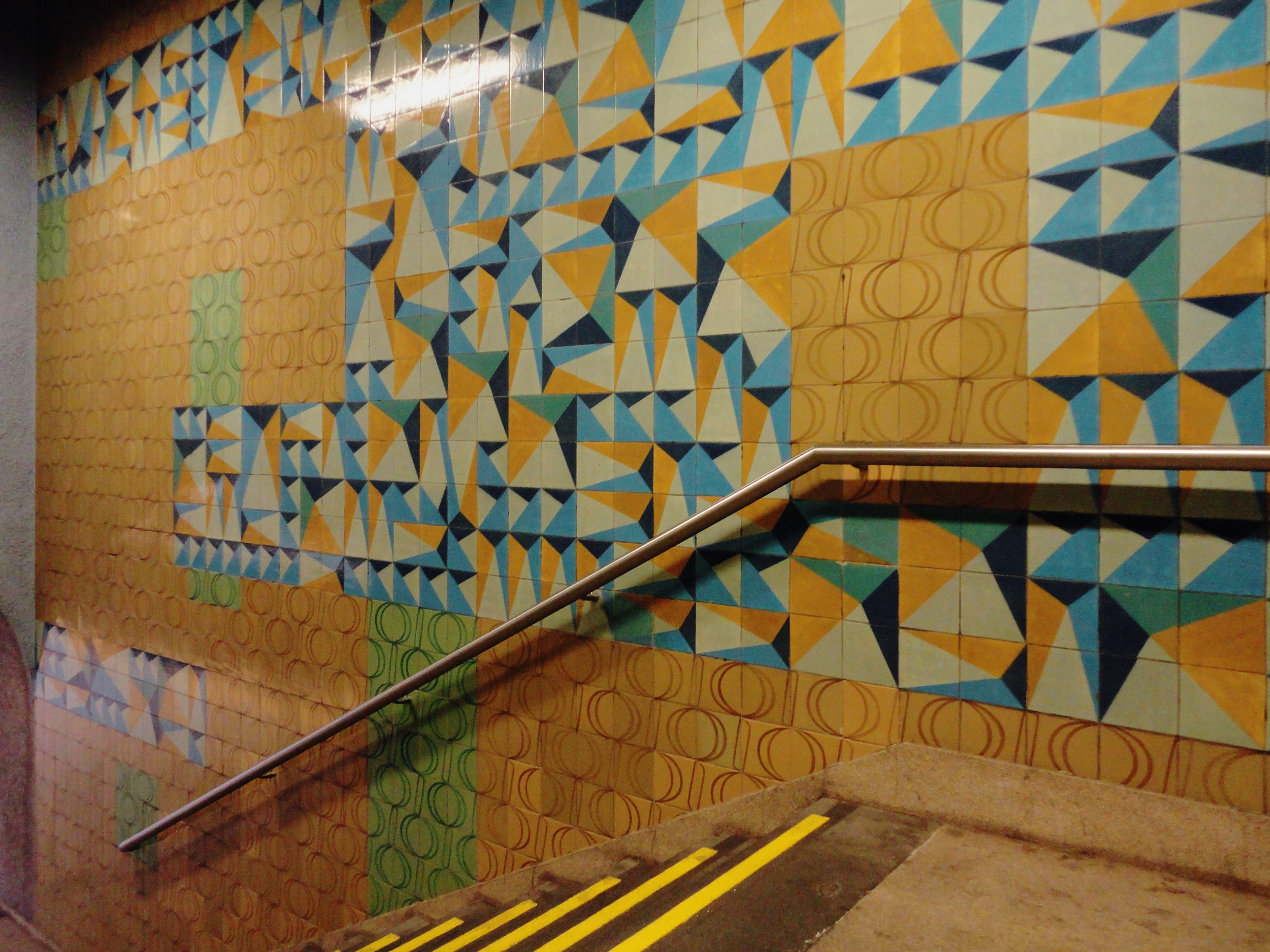
Декорация стен на спуске в метро